# Puritan Passions
Puritan Passions er en amerikansk stumfilm fra 1923 af Frank Tuttle.

## Medvirkende
- Glenn Hunter som Lord Ravensbane
- Mary Astor som Rachel
- Osgood Perkins som Dr. Nicholas
- Maude Hill som Goody Rickby
- Frank Tweed som Gillead Wingate
- Dwight Wiman som Bugby
- Thomas Chalmers
- Elliot Cabot som Richard Talbot